# Port Caledonia
Port Caledonia är en vik i Kanada.   Den ligger i provinsen Nova Scotia, i den östra delen av landet, 1 200 km öster om huvudstaden Ottawa.
I omgivningarna runt Port Caledonia växer i huvudsak blandskog.